# Wilhelm ter Brüggen

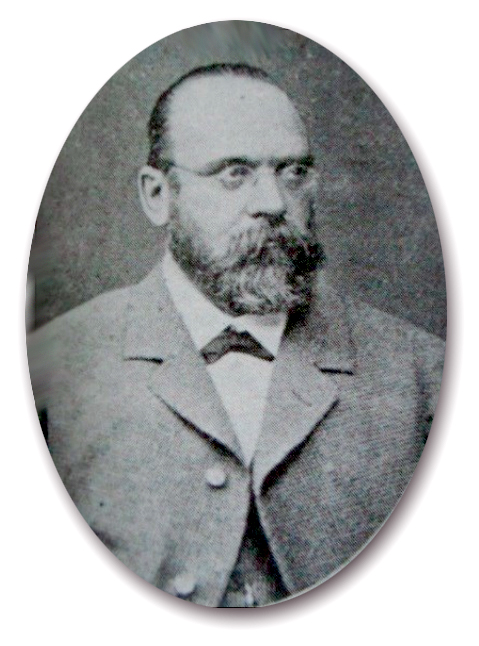
Wilhelm ter Brüggen, Aufnahmedatum unbekannt

Wilhelm ter Brüggen (* in Minden; † 7. März 1904 in Porto Alegre) war ein deutscher Söldner, der als Mitglied der „Brummer“ nach Brasilien gelangte und dort zum Konsul aufstieg.
Ter Brüggen wurde als Sohn von Francis (vermutlich Franz) und Catharina ter Brüggen (geborene Laehr) in Minden geboren. Er arbeitete als Weber. 1851 kam er als Mitglied des Infanteriebataillons der in Norddeutschland angeworbenen „Brummer“ in Brasilien an. Nach seiner Dienstzeit beim Militär ließ er sich in der Provinz São Pedro do Rio Grande do Sul nieder, dem heutigen Bundesstaat Rio Grande do Sul. Er betätigte sich in Handel und Pressewesen und wurde gemeinsam mit Carlos von Koseritz 1861 Mitbegründer und Herausgeber der Deutschen Zeitung, einer der für die Deutschbrasilianer bedeutendsten deutschsprachigen Zeitung der Provinz. Diese existierte bis 1917. Er war Mitglied des Gewerbeverbandes in Porto Alegre, ferner Direktor der Wohltätigkeitsorganisation „Deutscher Hilfsverein“. 1880 wurde er Mitbegründer einer Schule, aus der das heutige Colégio Farroupilha in Porto Alegre hervorging.
Ter Brüggen war ab 1862 bis 1882 Konsul zunächst des Königreiches Preußen, später des Norddeutschen Bundes und des Deutschen Reiches. In dieser Eigenschaft regelte er privatrechtliche Angelegenheiten deutscher Auswanderer, aber auch früherer Söldner, wie Todesermittlungen und Nachlassfragen. 
1887 wurde er für die Konservative Partei als Abgeordneter in den Provinziallandtag der Provinz São Pedro do Rio Grande do Sul gewählt, nachgewiesen für die Legislaturperiode 1887 bis 1888. Durch das 1881 verabschiedete Lei Saraiva war es begüterten Immigranten, damit auch einigen der Brummer, ermöglicht, sich in die Provinziallandtage wählen zu lassen.

## Familie
Ter Brüggen heiratete Ernestine Wilhelmine Hedwig Klingelhöffer, die vor 1857 von einem vorherigen Ehemann geschieden wurde. Sie stammte aus einer schon etablierten, in den 1820er Jahren aus Hessen eingewanderten Familie. In seinem Testament sind zwei Kinder vermerkt, Clara ter Brüggen Schmitt (verheiratet mit dem Kaufmann Alfredo Ferdinand Schmitt aus Porto Alegre), und Edgar ter Brüggen mit Wohnsitz in Rio de Janeiro. Es ist jedoch auch eine Taufe eines Francis Klingelhöffer ter Brüggen, geboren am 27. Februar 1857, in Porto Alegre dokumentiert.
Er verstarb 1904 in Porto Alegre, wo er seinen letzten Wohnsitz hatte.